# Gibocercus (Gibocercus) beni
Gibocercus (Gibocercus) beni is een insectensoort uit de familie Archembiidae, die tot de orde webspinners (Embioptera) behoort. De soort komt voor in Bolivia.
Gibocercus (Gibocercus) beni is voor het eerst wetenschappelijk beschreven door Szumik in 1998.